# Azovmach Marioupol
L’Azovmach Marioupol (en ukrainien : Азовмаш Маріуполь ; en anglais : Azovmash Mariupol) est un club ukrainien de basket-ball basé à Marioupol. Le club appartient à l'élite du championnat ukrainien.

## Historique
Son nom vient de l'entreprise Azovmach de la ville, soutien du club.

## Palmarès
International
- Finaliste de l’Eurocoupe : 2007

National
- Champion d’Ukraine : 2003, 2004, 2006, 2008, 2009, 2010
- Vainqueur de la Coupe d’Ukraine : 2002, 2006

## Joueurs célèbres ou marquants
- Othello Hunter
- Lynn Greer
- Jermaine Jackson
- Julius Johnson
- Oleksiy Petcherov
- Dmytro Zabirtchenko
- Kyrylo Fesenko
- Ramel Curry
- Daniel Ewing
- Marc Salyers
- Khalid El-Amin
- Coleman Collins
- Ihor Zaytsev
- Serhiy Lichtchouk
- Uche Nsonwu-Amadi
- Nemanja Gordić
- Robert Gulyas
- Radoslav Rančík
- Miroslav Raduljica
- Ivan Paunić
- Tadija Dragićević
- Miroslav Berić